# محمد الشیخ الصغیر
محمد الشیخ الصغیر (انگلیسی: Mohammed esh-Sheikh es-Seghir; نامشخص – ۳۰ ژانویه ۱۶۵۵) سلطان سعدیان مراکش از سال ۱۶۳۶ تا ۱۶۵۵ بود.